# Philoria
Genre
Synonymes
- Kyarranus Moore, 1958
- Coplandia Wells & Wellington, 1985

Philoria est un genre d'amphibiens de la famille des Limnodynastidae.

## Répartition

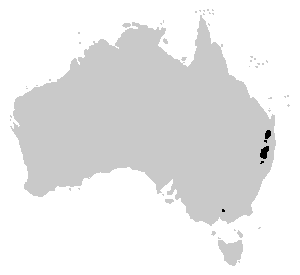
Répartition

Les 6 espèces de ce genre se rencontrent en Australie dans les États de Nouvelle-Galles du Sud, de Victoria et du Queensland.

## Liste des espèces
Selon Amphibian Species of the World (19 novembre 2016) :
- Philoria frosti (Spencer, 1901)
- Philoria knowlesi (Mahony, Hines, Mahony, and Donnellan, 2022)
- Philoria kundagungan (Ingram & Corben, 1975)
- Philoria loveridgei (Parker, 1940)
- Philoria pughi (Knowles, Mahony, Armstrong & Donnellan, 2004)
- Philoria richmondensis (Knowles, Mahony, Armstrong & Donnellan, 2004)
- Philoria sphagnicolus (Moore, 1958)

## Publication originale
- Spencer, 1901 : Two new species of frogs from Victoria. Proceedings of the Royal Society of Victoria, vol. 13, p. 176-178 (texte intégral).